# Дубравци (Нетретић)
Дубравци су насељено место у саставу општине Нетретић у Карловачкој жупанији, Република Хрватска.

## Историја
До територијалне реорганизације у Хрватској налазили су се у саставу старе општине Дуга Реса.

## Становништво
На попису становништва 2011. године, Дубравци су имали 161 становника.

## Попис1991.
На попису становништва 1991. године, насељено место Дубравци је имало 296 становника, следећег националног састава:
| Попис 1991.‍  | Попис 1991.‍  | Попис 1991.‍ | Попис 1991.‍ | Попис 1991.‍ |
| ------------ | ------------ | ----------- | ----------- | ----------- |
|              |              |             |             |             |
| Хрвати       | Хрвати       |             | 288         | 97,29%      |
| регион. опр. | регион. опр. |             | 1           | 0,33%       |
| непознато    | непознато    |             | 7           | 2,36%       |
| укупно: 296  |              |             |             |             |